# Svetlana Lapina
Svetlana Mihajlovna Lapina (rusko Светлана Михайловна Лапина), ruska atletinja, * 12. april 1978, Mahačkala, Sovjetska zveza.
Nastopila je na poletnih olimpijskih igrah leta 2000, kjer je dosegla petnajsto mesto v skoku v višino. Na svetovnih prvenstvih je osvojila bronasto medaljo leta 1999.